# Супутня матриця
Супутня матриця (англ. companion matrix) нормованого многочлену
{\displaystyle p(t)=c_{0}+c_{1}t+\cdots +c_{n-1}t^{n-1}+t^{n}~,}
це квадратна матриця визначена як
{\displaystyle C(p)={\begin{bmatrix}0&0&\dots &0&-c_{0}\\1&0&\dots &0&-c_{1}\\0&1&\dots &0&-c_{2}\\\vdots &\vdots &\ddots &\vdots &\vdots \\0&0&\dots &1&-c_{n-1}\end{bmatrix}}.}
Коли {\displaystyle e_{i}} - стандартний базис маємо
{\displaystyle Ce_{i}=C^{i}e_{1}=e_{i+1}}
В літературі іноді подають супутню матрицю у транспонованому вигляді.

## Характеристики
Характеристичний поліном так як і мінімальний многочлен C(p) дорівнює p.
У певному сенсі, матриця C(p) є «супутньою» до многочлена p.
Якщо A — n*n матриця з елементами з деякого поля K, тоді наступні твердження тотожні:
- A — подібна супутній матриці її характеристичного многочлена над K
- характеристичний многочлен матриці A збігається з мінімальним многочленом матриці A, тотожно мінімальний многочлен має степінь n
- існує циклічний вектор v у {\displaystyle V=K^{n}} для A, що означає, що {v, Av, A2v, ..., An−1v} — базис V.

Не кожні квадратна матриця подібна супутній. Але кожна матриця подібна матриці складеній з блоків супутніх матриць. Більше того, ці супутні матриці можна підібрати так, що їх многочлени ділитимуть один одного; тоді вони унікально визначені A. Це буде Фробеніусова нормальна форма A.

## Зведення до діагонального виду
Якщо p(t) має різні корені λ1, ..., λn (власні значення C(p)), тоді C(p) можна діагоналізувати так: 
{\displaystyle VC(p)V^{-1}=\operatorname {diag} (\lambda _{1},\dots ,\lambda _{n})}
де V — визначник Вандермонда відповідних λ — коренів.

## Лінійні рекурентні послідовності
Транспонована супутня матриця
{\displaystyle C^{T}(p)={\begin{bmatrix}0&1&0&\cdots &0\\0&0&1&\cdots &0\\\vdots &\vdots &\vdots &\ddots &\vdots \\0&0&0&\cdots &1\\-c_{0}&-c_{1}&-c_{2}&\cdots &-c_{n-1}\end{bmatrix}}}
характеристичного полінома
{\displaystyle p(t)=c_{0}+c_{1}t+\cdots +c_{n-1}t^{n-1}+t^{n}\,}
породжує лінійну рекурентну послідовність {\displaystyle a_{0},a_{1},\dots ,a_{k},\dots }, в такому сенсі
{\displaystyle C^{T}{\begin{bmatrix}a_{k}\\a_{k+1}\\\vdots \\a_{k+n-1}\end{bmatrix}}={\begin{bmatrix}a_{k+1}\\a_{k+2}\\\vdots \\a_{k+n}\end{bmatrix}},}
де елементи послідовності задовольняють системі лінійних рівнянь
{\displaystyle a_{k+n}=-c_{0}a_{k}-c_{1}a_{k+1}-\dots -c_{n-1}a_{k+n-1}}
для усіх {\displaystyle k\geq 0}.